# Пентвотер (Мичиген)
Пентвотер (енгл. Pentwater) град је у америчкој савезној држави Мичиген.

## Демографија
По попису из 2010. године број становника је 857, што је 101 (-10,5%) становника мање него 2000. године.
| Група             | 2000.       | 2010.       |
| Белци             | 931 (97,2%) | 821 (95,8%) |
| Афроамериканци    | 2 (0,2%)    | 1 (0,1%)    |
| Азијати           | 4 (0,4%)    | 0 (0,0%)    |
| Хиспаноамериканци | 11 (1,1%)   | 21 (2,5%)   |
| Укупно            | 958         | 857         |